# EPM-Scott
El EPM-Scott (Código UCI: EPM) fue un equipo ciclista colombiano de categoría amateur y durante algunos años participó en la categoría Continental, actualmente se encuentra disuelto.

## Historial
Fue creado en 1999 con el nombre Orbitel y en el antiguo régimen de categorías de la UCI estuvo en la 3.ª división en 2001 logrando la primera posición en la clasificación final para esa categoría y en 2.ª (2003). En esos años estuvieron ciclistas como Félix Cárdenas, Hernán Buenahora y Marlon Pérez.
Luego de tres años de amateurismo (2004-2006), con la llegada de UNE volvió a ser un equipo profesional siendo de categoría Continental según el nuevo régimen vigente desde 2005. Para esa temporada fue fichado Santiago Botero que volvió a correr en su país luego de la implicación en la Operación Puerto.
Desde 2006 ha estado en su patrocinio, Empresas Públicas de Medellín (EPM) y su filial UNE. y después de dos años de otra vez haberse recalificado amateur, a partir de la temporada 2010 obtuvo la categoría Continental. Obtuvo el tercer lugar en la clasificación final del UCI América Tour en la temporada 2009-2010 y fue campeón de dicho calendario en la edición 2010-2011. En la temporada 2014 volvió a la categoría amateur, pero en el año 2015 regresa nuevamente a la categoría Continental donde se mantiene actualmente.

## Clasificaciones UCI
La Unión Ciclista Internacional elaboraba el Ranking UCI de clasificación de los ciclistas y equipos profesionales.
Desde 1999 hasta 2004 la UCI establecía una clasificación por equipos en que estaban divididos en categorías (primera, segunda y tercera). La clasificación del equipo y su ciclista mejor ubicado fue la siguiente:
| Año  | Categoría | Clasificación por equipos | Mejor corredor     | Posición |
| 2001 | Tercera   | 1º                        | Juan Diego Ramírez | 352º     |
| 2003 | Segunda   | 20º                       | Marlon Pérez       | 501º     |

A partir de 2005 la UCI instauró los Circuitos Continentales UCI y el equipo participó durante los años que ha sido profesional principalmente en carreras del UCI America Tour. Las clasificaciones del equipo y de su ciclista más destacado fueron las que siguen:

### UCI America Tour
| Temporada | Clasificación por equipos | Mejor corredor          | Posición |
| 2006-2007 | 10º                       | Santiago Botero         | 8º       |
| 2007-2008 | recalificado amateur      | -                       | -        |
| 2008-2009 | recalificado amateur      | -                       | -        |
| 2009-2010 | 3º                        | Juan Pablo Suárez       | 18º      |
| 2010-2011 | 1º                        | Juan Pablo Suárez       | 5º       |
| 2011-2012 | 8º                        | Ramiro Rincón           | 28º      |
| 2012-2013 | 5º                        | Óscar Sevilla           | 9º       |
| 2013-2014 | recalificado amateur      | Óscar Sevilla           | 2º       |
| 2015      | 5º                        | Óscar Sevilla           | 5.º      |
| 2016      | 12.º                      | Jhon Anderson Rodríguez | 93.º     |
| 2017      | 31.º                      | Juan Pablo Suárez       | 111.º    |
| 2018      | 20º                       | Diego Ochoa             | 74.º     |
| 2019      | 22º                       | Edwin Carvajal          | 190º     |
| 2020      | 10º                       | Nicolás Paredes         | 56.º     |
| 2021      |                           | Bandera de ?            |          |

### UCI Europe Tour
| Temporada | Clasificación por equipos | Mejor corredor          | Posición |
| 2009-2010 | 89.º                      | Edward Beltrán          | 385º     |
| 2010-2011 | 58.º                      | Juan Pablo Suárez       | 127.º    |
| 2011-2012 | 94.º                      | Giovanni Báez           | 437.º    |
| 2015      | 1222.º                    | Óscar Sevilla           | 135.º    |
| 2016      | 129.º                     | Jhon Anderson Rodríguez | 1259.º   |
| 2018      | 145.º                     | Daniel Muñoz            | 2079.º   |

### UCI Asia Tour
| Temporada | Clasificación por equipos | Mejor corredor | Posición |
| 2011-2012 | 36º                       | Giovanni Báez  | 65º      |

## Palmarés
Para años anteriores, véase Palmarés del EPM-Scott

### Palmarés 2022

#### Circuitos Continentales UCI
| Fechas      | Circuito              | Carreras                                 | Ganador           |
| 12 de junio | UCI America Tour 2022 | 10.ª etapa de la Vuelta a Colombia (CRI) | Rodrigo Contreras |

#### Campeonatos nacionales
| Fechas | Carreras | Ganador |

## Plantilla
Para años anteriores, véase Plantillas del EPM-Scott

### Plantilla 2021
| Integrantes del equipo 2021 | Integrantes del equipo 2021 | Integrantes del equipo 2021           | Integrantes del equipo 2021 |
| Corredor                    | Fecha de nacimiento         | Equipo previo                         |                             |
| --------------------------- | --------------------------- | ------------------------------------- | --------------------------- |
| Juan Pablo Suárez           | 30 de mayo de 1985          | GW Shimano (2019)                     |                             |
| Hernando Bohórquez          | 22 de junio de 1992         | Astana (2020)                         |                             |
| Freddy Montaña              | 23 de noviembre de 1982     | Movistar Team América (2016)          |                             |
| Aldemar Reyes Ortega        | 22 de abril de 1995         | GW Shimano (2019)                     |                             |
| Diego Ochoa                 | 5 de junio de 1993          | EBSA Empresa de Energía Boyacá (2019) |                             |
| Germán Chaves               | 9 de marzo de 1995          | Coldeportes-Zenú (2019)               |                             |
| Jhon Anderson Rodríguez     | 12 de octubre de 1996       | AV Villas (2018)                      |                             |
| Adrián Bustamante           | 10 de junio de 1998         | UAE Team Colombia (2020)              |                             |
| Mateo Osorno                | 9 de marzo de 2002          |                                       |                             |
| Esteban Ruíz                | 10 de octubre de 1999       | Avinal-GW-Carmen de Viboral (2019)    |                             |
| Samuel Mejia Vargas         | 24 de julio de 2000         |                                       |                             |
| Anderson Arboleda           | 1 de enero de 2000          |                                       |                             |
| Juan Sebastián Gaviria      | 7 de mayo de 1999           |                                       |                             |
| Manuel David Herrera        | 22 de abril de 2002         |                                       |                             |
|                             |                             |                                       |                             |
| Fuente: UCI                 |                             |                                       |                             |